# Vadstena artiklar
Vadstena artiklar kallas en överenskommelse av 13 februari 1587 mellan Johan III och hertig Karl av Södermanland angående de kungliga och furstliga rättigheterna i Karls hertigdöme. 
Till följd av den liturgiska striden önskade Johan III inskränka Karls makt i enlighet med Arboga artiklar, och utfärdade, med stöd av rådet och adeln, en "stadga om kunglig och furstlig rättighet", på en riksdag i Stockholm, den 27 januari 1582.
Enligt denna stadga skulle de "kyrkoseder", som av prästerskapet samtycktes för riket, iakttagas även inom furstendömet. "Kyrkosederna" innebar att:
- biskopar skulle tillsättas med kungens samtycke.
- lagmän skulle tillsättas av kungen, enligt landslagens föreskrift.
- vad ifrån furstarnas dom skulle få ske till kungen, och denne skulle även låta hålla räfsteting inom hertigdömena.
- endast kungen skulle äga att utdela frälserätt och döma frälsemän för förräderi.
- livsstraff på en frälseman endast med kungens samtycke skulle få verkställas.
- fredlöshet inom riket även skulle gälla inom hertigdömena.
- alla införselförbud, utförselförbud och skattebevillningar, som kungen antagit, skulle vara bindande också i hertigdömena.
- ärftliga förläningar inom ett hertigdöme endast skulle få ges för den tid detta var avsöndrat.
- hertigarna inte skulle få slå mynt utan kungens samtycke.
- adeln inom hertigdömena skulle göra rusttjänst omedelbart till kungen.

Hertig Karl, som först i juli samma år fick kännedom om denna stadga, godkände den emellertid inte. Slutligen, då rådet föreslog att tvisten i enlighet med Gustav Vasas testamente skulle slitas genom en rättegång inför ständerna, inlät han sig dock på underhandlingar. 
Resultatet av dem blev de "artiklar" eller den "konstitution om de kungliga och furstliga rättigheterna", som utfärdades på en riksdag i Vadstena. 
Genom dem modifierades Stockholmsstadgan på följande sätt:
- Vid tillsättande av biskop i hertigdömet skulle kungen vara bunden inom ett tremannaförslag, upprättat av ärkebiskopen, Uppsala domkapitel och Strängnäs stifts prästerskap, på vilket dock för honom misshagliga personer inte skulle få plats.
- vid upprättandet av lagmansförslaget skulle även hertigen ha en röst.
- kungsräfst skulle få hållas inom hertigdömet endast när "det för allmogens tarvor och klagomål synnerligen behöves".
- någon annan inskränkning i hertigens domsrätt över adeln inom furstendömet än den allmänna vadrätten och kungens samtycke till livsstraffs verkställande omtalas inte.
- hertigen fick rätt att ge dem, som flytt undan kungens onåd, tre månaders lejd.
- hertigen skulle få delta i besluten om in- och utförselförbud och allmänna gärder, men också att underhandla med sina undersåtar om särskild skatt.

Frågan om hans rätt att slå mynt uppsköts, och frågorna om liturgin och rusttjänsten av adeln inom hertigdömet hänsköts, den förra till ett kyrkomöte för hela riket, den senare till adeln i dess helhet, vilken i ett (dock inte undertecknat) betänkande uttalade sig för rusttjänstens utgörande omedelbart till kungen.
Då Johan med anledning av sin brytning med rådet behövde hertigens stöd blev han villig att till dennes förmån ändra artiklarna, som ses av förslag från 1590, men någon slutgiltig ny uppgörelse synes inte ha kommit till stånd under hans livstid. I den bekräftelse på Karls furstendöme som Sigismund avgav i samband med sin kröning (antedaterad 23 februari 1594) blev emellertid alla stadgar från och med "kung Eriks tid", som stred mot Gustav Vasas testamente, förklarade ogiltiga och kraftlösa. Därmed var "Vadstena artiklar" definitivt avskaffade.